# Megalografía

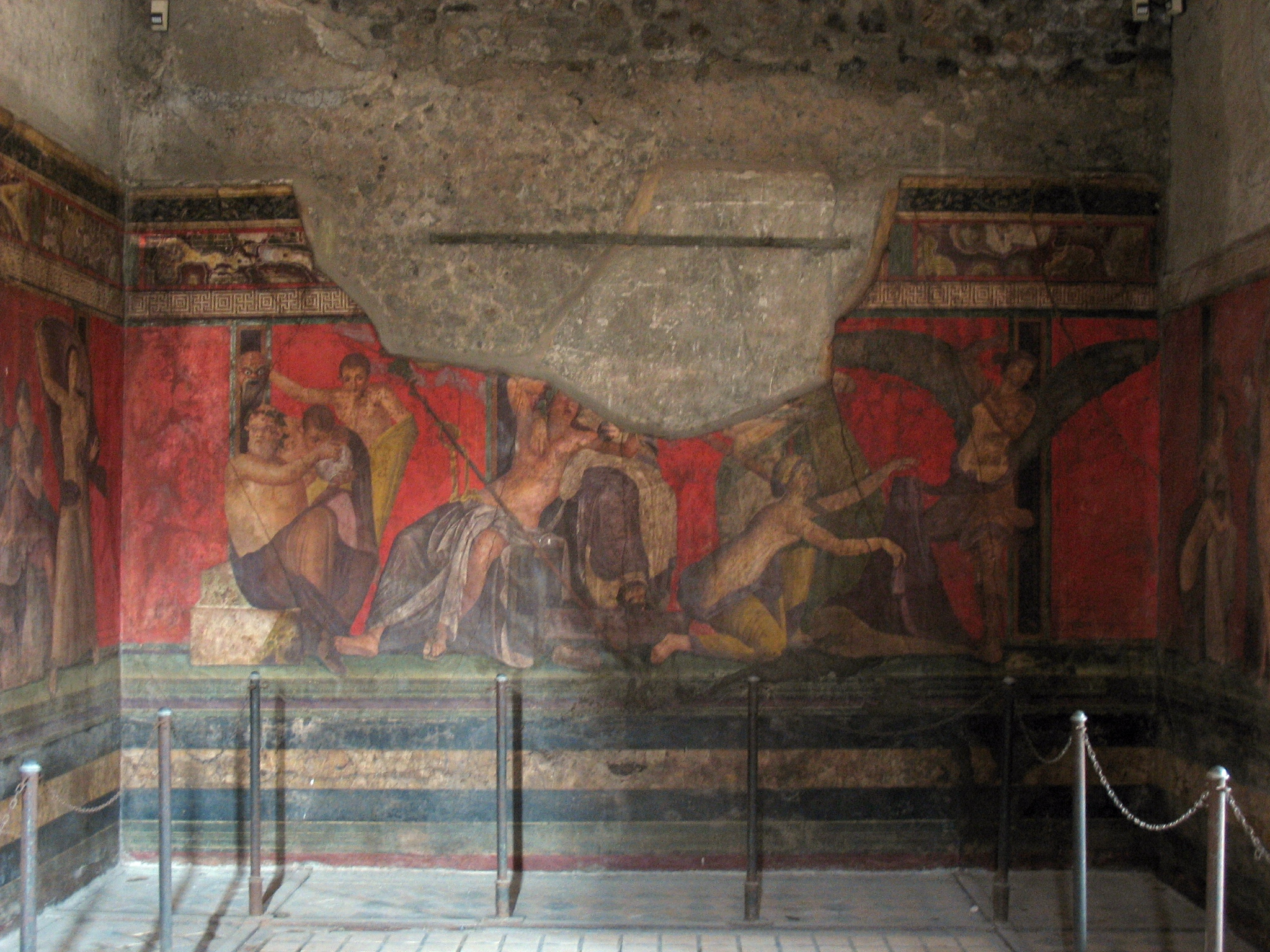
Pinturas báquicas del triclinium de la Villa de los Misterios, Pompeya

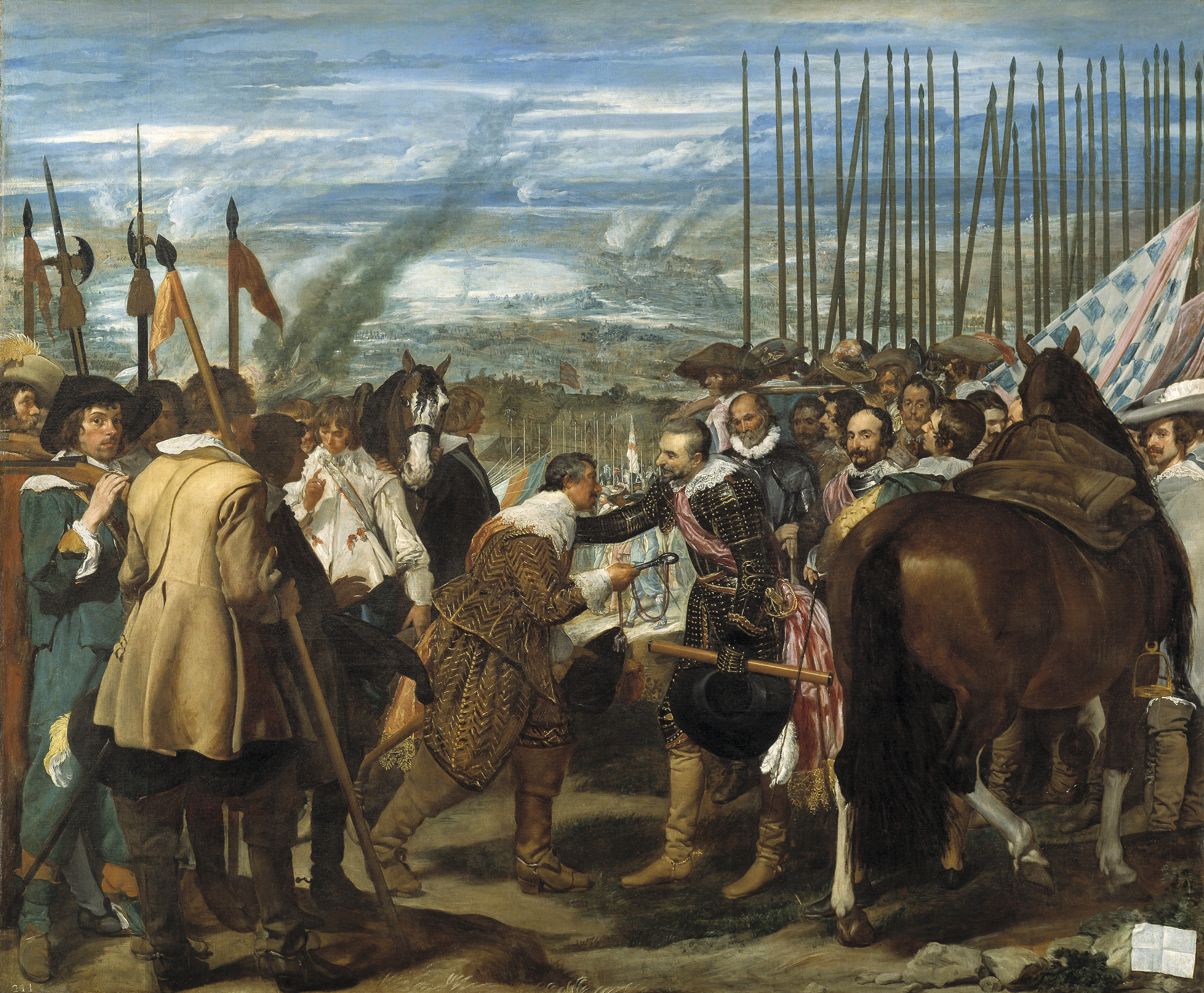
La rendición de Breda, de Diego Velázquez, Museo del Prado, Madrid (1634)

Se denomina megalografía (del griego μεγα, «grande» y γραφία, «escritura, pintura») a una pintura de grandes dimensiones, especialmente en el arte del Imperio romano. Por lo general eran pinturas murales situadas en palacios, domus y villas, con temáticas de tipo histórico, religioso y mitológico. Vitruvio señaló en su obra De architectura que era más importante el tema tratado que el tamaño de las pinturas. Alguna de las más conocidas son los frescos de la Villa de los Misterios en Pompeya.
También se denomina megalografía a una pintura que representa grandes acontecimientos o acciones nobles y elevadas, por lo general hechos históricos, especialmente bélicos, como grandes batallas. Un ejemplo de ello sería La rendición de Breda, de Diego Velázquez.